# Red republike
Red republike je bilo odlikovanje SFRJ, ki se je podeljevalo posameznikom, organizacijam združenega dela in družbeno-političnim organizacijam ter društvom za posebne zasluge na področju javnega delovanja, ki je pomenilo prispevek k splošnemu napredku države.

## Stopnje odlikovanja
Odlikovanje se je delilo na:
- red republike z zlatim vencem (pred 1.3.1961 red republike I. stopnje), ki je bil po rangu na 10. mestu;
- red republike s srebrnim vencem (pred 1.3.1961 red republike II. stopnje), ki je bil po rangu na 18. mestu;
- red republike z bronastim vencem (pred 1.3.1961 red republike III. stopnje), ki je bil po rangu na 27. mestu med jugoslovanskimi odlikovanji.